# 名和武顕
名和 武顕（なわ たけあき、生年不詳 - 天文15年6月12日（1546年7月9日））は、戦国時代の武将。名和氏の第20代当主にして宇土名和氏（名和系宇土氏）の2代。宇土城主。宇土為光は母方の祖父にあたり、その本姓である菊池氏の通字「武」を取って武顕を名乗った。

## 生涯
武顕の生年は不詳。永正14年（1517年）における相良氏との同盟に際して父である顕忠と連署しており、この時点ですでに外交の任に当り得る年齢だったとみられる。
大永4年（1524年）に始まる相良氏の内部抗争に乗じて、同7年（1527年）4月、豊福城を奪取し家老の皆吉武真を城代に置いた。しかし天文4年（1535年）になって再び相良氏の攻撃を受け、同年3月に再び豊福城を失い、5月には阿蘇氏を含む三家同盟を締結させられる。この同盟は名和氏にとって不利なもので、武顕は自身の娘を阿蘇惟前・相良晴広へ嫁がせ、また子である行興を人質として人吉へ派遣させられた一方、翌同5年（1536年）から8年（1538年）にかけて豊後国の大友義鑑と菊池義武との間を取り持つ和睦交渉のため阿蘇氏・相良氏と共に使者を派遣するなど、完全な隷属下に置かれていた訳ではないとみられる。
天文9年（1539年）、大友義鑑・菊池義武間の和平交渉が破綻し、阿蘇氏内部においても惟前と阿蘇惟豊との間に抗争が起こると、武顕は惟豊に接近する。同11年（1542年）6月、三家同盟はついに破綻し、武顕は豊福城へ兵を向け、ついに同13年（1544年）春、相良氏が撤退して武顕はようやく豊福城を奪還した。翌同14年（1545年）4月には阿蘇大宮司職を獲得した惟豊を交える形で相良長唯との間に「三家和睦」が成立し、一連の情勢に収拾をつけた。
天文15年（1546年）6月12日、武顕は死去した。このときすでに長男重行は死亡しており、次男行興が継いだ。葬儀は一族の菩提寺の宗福寺で営まれ、相良氏からも弔問の使僧が派遣された。位牌は同寺に今も残る。